# Lopera (Granada)
Lopera es una localidad y pedanía española perteneciente al municipio de Cortes y Graena, en la provincia de Granada. Está situada en la parte centro-oeste de la comarca de Guadix. Cerca de esta localidad se encuentran los núcleos de Graena, Los Baños, Cortes, Purullena y Marchal.

## Historia
La existencia de Lopera como lugar se menciona por primera vez en un repartimiento de 1504. Lopera era propiedad de Don Bernardino de Mendoza.

## Demografía
Según el Instituto Nacional de Estadística de España, en el año 2019 Lopera contaba con 180 habitantes censados.

## Cultura

### Fiestas
Sus fiestas populares se celebran cada año alrededor del 15 de mayo en honor a San Torcuato, patrón de la localidad. Durante estas fiestas tiene lugar la procesión del santo con numerosas tracas de fuegos artificiales.